# Gaber Glavič
Gaber Glavič (Jesenice, 11 marzo 1978) è un allenatore di hockey su ghiaccio ed ex hockeista su ghiaccio sloveno.

## Palmarès

### Giocatore
- Campionato sloveno: 4

 HK Jesenice: 2004-2005, 2005-2006, 2007-2008, 2009-2010

### Allenatore

#### Club
- Campionato sloveno: 1

 HDD Jesenice: 2017-2018
- Coppa di Slovenia: 1

 HDD Jesenice: 2017-2018
- Alps Hockey League: 1

 HDD Jesenice: 2022-2023
- IntHL: 1

 HDD Jesenice: 2022-2023